# Matelot (film)
Pour les articles homonymes, voir Matelot.
Matelot est un film muet français réalisé par Louis Feuillade, sorti en 1909.

## Fiche technique
- Titre : Matelot
- Réalisation :	Louis Feuillade

## Distribution
- Renée Carl
- Maurice Vinot
- Henri Duval
- Alice Tissot